# Olimpiadas Obreras

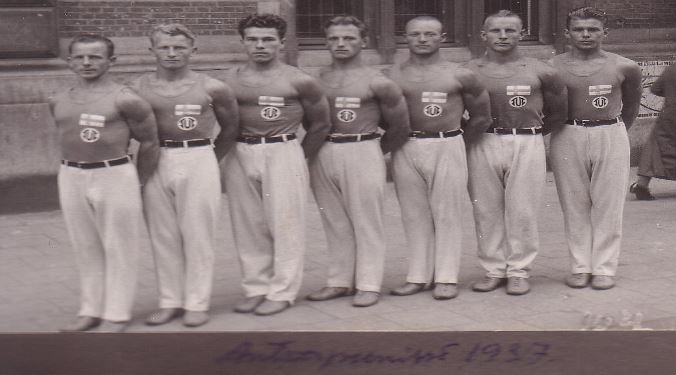
Atletas finlandeses en las olimpiadas obreras de 1937

Las Olimpiadas obreras fueron una serie de eventos deportivos de carácter fundamentalmente obrero celebrados a principios del siglo XX, entre los años 1925 y 1937. Surgieron como reacción de varias organizaciones de izquierda política y a las competiciones federadas, que eran desarrolladas por clubes y federaciones, considerados por éstas como sectores muy elitistas de la sociedad. Fueron asimismo una reacción al movimiento olímpico, al que consideraban muy politizado, al servicio de los nacionalismos y cuya competitividad y comercialización contradecían el espíritu del deporte que propugnaban.
Su intención era promover el deporte y la amistad, pero siendo una iniciativa organizada por los trabajadores. Su énfasis era no promover las rivalidades nacionales por medio de una guerra deportiva, como consideraban a los Juegos Olímpicos, sino enaltecer la solidaridad y el compañerismo en el deporte. Para ello se tocaba la Internacional y no los himnos nacionales y la única bandera representativa era una roja, tradicional símbolo del movimiento obrero y socialista.
Su organización estaba a cargo de la Internacional Deportiva Obrero Socialista (SWSI, en inglés). Entre los deportes que participan estaban el fútbol, la gimnasia, el ciclismo y el atletismo.

## Olimpiadas Obreras disputadas
- Praga, Checoslovaquia 26 al 29 de junio de 1921. No fue auspiciada por ninguna Internacional Obrera, por lo cual no suele ser computada.
- I- Fráncfort (Alemania), del 24 al 28 de julio de 1925.
- II- Viena (Austria), del 19 al 26 de julio de 1931.
- III- Amberes (Bélgica), del 25 de julio al 1 de agosto de 1937. Estuvo invitada la Unión Soviética y se homenajeó la llegada de la delegación española (el 18 de julio de 1936 había empezado la guerra civil española).

Se planificó la realización de la V Olimpiada de 1943 en Helsinki (Finlandia) pero nunca se realizó. También se planificó la celebración de la Olimpiada Popular en Barcelona (España) entre los días 19 y 26 de julio de 1936, donde participarían las organizaciones asociadas a la SWSI y a la Internacional Deportiva roja (Sportintern), pero tuvo que ser suspendida al comenzar la guerra civil española.
La Sportintern, organismo comunista rival de la SWSI, organizó 2 Espartaquiadas internacionales: en Moscú (Unión Soviética) en 1928 y en Berlín (Alemania) en 1931.